# Michel Lalande
Pour les articles homonymes, voir Lalande.
Michel Lalande, né le 8 janvier 1955 à Sancerre dans le Cher, est un haut fonctionnaire français.
Après avoir été haut fonctionnaire, il est titularisé préfet de département en 2008 et devient préfet de région en 2010. Il est en service détaché en tant que secrétaire général du ministère de l'Intérieur en juin 2014, puis en tant que directeur du cabinet du Ministre de l’Intérieur le 5 janvier 2015.
Il est Préfet du Nord, préfet de la région Hauts-de-France de 2016 à 2021 avant de rejoindre la Cour des comptes.

## Biographie

### Jeunes années
Michel André Lalande est né le 8 janvier 1955 à Sancerre. Son père était ouvrier d’État et sa mère cuisinière. Marié en 1984, il a trois enfants. Après des études secondaires à Gien, il obtient une maîtrise en droit à la faculté de droit d'Orléans, puis le diplôme d'administration publique à l'institut régional d'administration de Lille.

### Carrière en préfecture
Michel Lalande commence sa carrière en tant qu'attaché au sein de l'administration des PTT en 1975, puis au secrétariat d’État des Postes et Télécommunications de 1977 à 1980. Ayant réussi les épreuves du concours interne, il intègre l’École nationale d'administration (il est de la promotion Solidarité de 1981 à 1983).
Il occupe différents postes d'administrateur civil, de 1983 à 1996.
Nommé sous-préfet en 1996 et préfet en 2004, il est directeur du cabinet du préfet de police de Paris de 2003 à 2005 puis secrétaire général de la préfecture de Paris.

### Préfet
En avril 2008, il est préfet de Saône-et-Loire puis à partir du 20 janvier 2010, préfet de La Réunion. Compte tenu de la situation particulière de l'île face aux risques naturels, Michel Lalande a porté un effort particulier sur ce sujet en s'associant au conseil général pour organiser les premières assises régionales des risques naturels[source insuffisante].
[pertinence contestée]
Le 27 août 2012, il est nommé préfet du Calvados, préfet de la région Basse-Normandie.
À partir du 16 juin 2014, il est secrétaire général du ministère de l'Intérieur, auprès de Bernard Cazeneuve, élu bas-normand. Il est, en outre, haut fonctionnaire de défense de ce même ministère (Décret du 12 juin 2014 - JORF n°0135 du 13 juin 2014). Le 5 janvier 2015, il est nommé préfet hors cadre (hors classe) en conseil des ministres et prend les fonctions de directeur du cabinet de Bernard Cazeneuve à l’Intérieur.
Le 20 avril 2016, il est nommé Préfet du Nord et de région.
Face à la pandémie de Covid-19, le préfet Lalande a annulé le Paris-Roubaix en 2020 et en a reporté l'édition 2021 ; de plus, il a annulé les Quatre Jours de Dunkerque, ce qui a mis en colère les milieux du cyclisme,.

### Fin de carrière
Le 30 juin 2021, il est nommé conseiller maître en service extraordinaire à la Cour des comptes à compter du 19 juillet 2021,.
Par décret du 3 octobre 2022, il est admis, après prolongation d'activité, à faire valoir ses droits à la retraite, à compter du 9 janvier 2023.

## Décorations
- Commandeur de la Légion d'honneur en 2021[10] (officier en 2014[11], chevalier en 2002[12]).
- Commandeur de l'ordre national du Mérite en 2018[13] (officier en 2011[14], chevalier en 1996[15]).
- Chevalier de l'ordre des Palmes académiques[16]
- Chevalier de l'ordre du Mérite agricole[16]
- Médaille de l'administration territoriale de l'État, échelon or avec agrafe « Administration centrale » (2025)[17]